# Ichneumon spinicornis
Ichneumon spinicornis är en stekelart som beskrevs av Franz Paula von Schrank 1802. Ichneumon spinicornis ingår i släktet Ichneumon och familjen brokparasitsteklar. Inga underarter finns listade i Catalogue of Life.